# Anton Marcinčin
Anton Marcinčin (ur. 26 października 1968 w Preszowie) – słowacki ekonomista, były doradca ministra finansów i ekspert Banku Światowego na Słowacji, poseł do Rady Narodowej.

## Życiorys
Ukończył studia na wydziale elektrotechniki Czeskiej Wyższej Szkoły Technicznej w Pradze, następnie uzyskał doktorat z dziedziny ekonomii na Uniwersytecie Karola. Pracował jako wykładowca akademicki na słowackich uczelniach oraz ekonomista w oddziale Banku Światowego na Słowacji. W 2009 był przez kilka miesięcy doradcą ministra finansów Słowacji. W tym samym roku objął funkcję wiceprzewodniczącego Ruchu Chrześcijańsko-Demokratycznego, z ramienia którego uzyskał mandat poselski w wyborach w 2010. W 2012 nie ubiegał się o reelekcję. Później m.in. powoływany na doradcę ministra finansów i przewodniczącego kraju preszowskiego.